# Нездара
Нездара (пол. Niezdara) — село в Польщі, у гміні Ожаровиці Тарноґурського повіту Сілезького воєводства.
Населення — 536 осіб (2011).
У 1975-1998 роках село належало до Катовицького воєводства.

## Демографія
Демографічна структура станом на 31 березня 2011 року:
|          | Загалом | Допрацездатний вік | Працездатний вік | Постпрацездатний вік |
| -------- | ------- | ------------------ | ---------------- | -------------------- |
| Чоловіки | 245     | 45                 | 159              | 41                   |
| Жінки    | 291     | 47                 | 166              | 78                   |
| Разом    | 536     | 92                 | 325              | 119                  |